# Lawrence Knapp
Lawrence A. „Larry“ Knapp (* 30. Mai 1905 in Garden City, South Dakota; † 8. November 1976 in Washington, D.C.) war ein Hockeyspieler aus den Vereinigten Staaten, der 1932 eine olympische Bronzemedaille gewann.

## Karriere
Lawrence Knapp spielte für den Westchester Field Hockey Club.
Bei den Olympischen Spielen 1932 in Los Angeles nahmen nur drei Mannschaften am Hockey-Turnier teil. Nachdem die indische Mannschaft die japanische Mannschaft mit 11:1 besiegt hatte, gewannen die Japaner gegen das Team der Vereinigten Staaten mit 9:2. Im letzten Spiel siegte die indische Mannschaft mit 24:1 gegen die Mannschaft der Vereinigten Staaten. Knapp wirkte als Flügelstürmer in beiden Spielen mit.
Vier Jahre später nahm Knapp auch an den Olympischen Spielen 1936 in Berlin teil. Dort verloren die Amerikaner alle vier Spiele, Knapp war nur im Spiel gegen Japan dabei.
Knapp arbeitete seit den 1930er Jahren für das Arbeitsministerium der Vereinigten Staaten und vertrat dieses als Anwalt in Prozessen gegen die Ford Motor Company.